# Гарибальди, Пеппино
Джузеппе Гарибальди II или Пеппино Гарибальди (ит. Peppino Garibaldi, 29 июля 1879, Мельбурн —  19 мая 1950, Рим) — итальянский революционер и бригадный генерал, внук Джузеппе Гарибальди.

## Биография
Родился 29 июля 1879 года в Мельбурне. Сын итальянского революционера Риччотти Гарибальди.
Учился в технической школе в городе Фермо в Италии.
В 1897 году, в возрасте 18 лет, вместе со своим отцом и другими добровольцами гарибальдийцами принял участие в Первой греко-турецкой войне, на стороне греков.
После войны уехал в Буэнос-Айрес, где работал техником в электрической компании, далее жил в Нью-Йорке и в Монтевидео.
Принял участие в англо-бурской войне на стороне англичан (его мать Гарриет Констанс Хопкрафт была англичанкой). После этого принял участие в революционных событиях в Венесуэле и Гайане.
В звании подполковника служил в армии Мадеро в начале Мексиканской революции. В его честь, за отличие в сражении при Нуэво-Касас-Грандес, названа площадь в Мехико. После взятия Сьюдад-Хуареса в 1911 году был уволен  из армии Панчо Вильей.

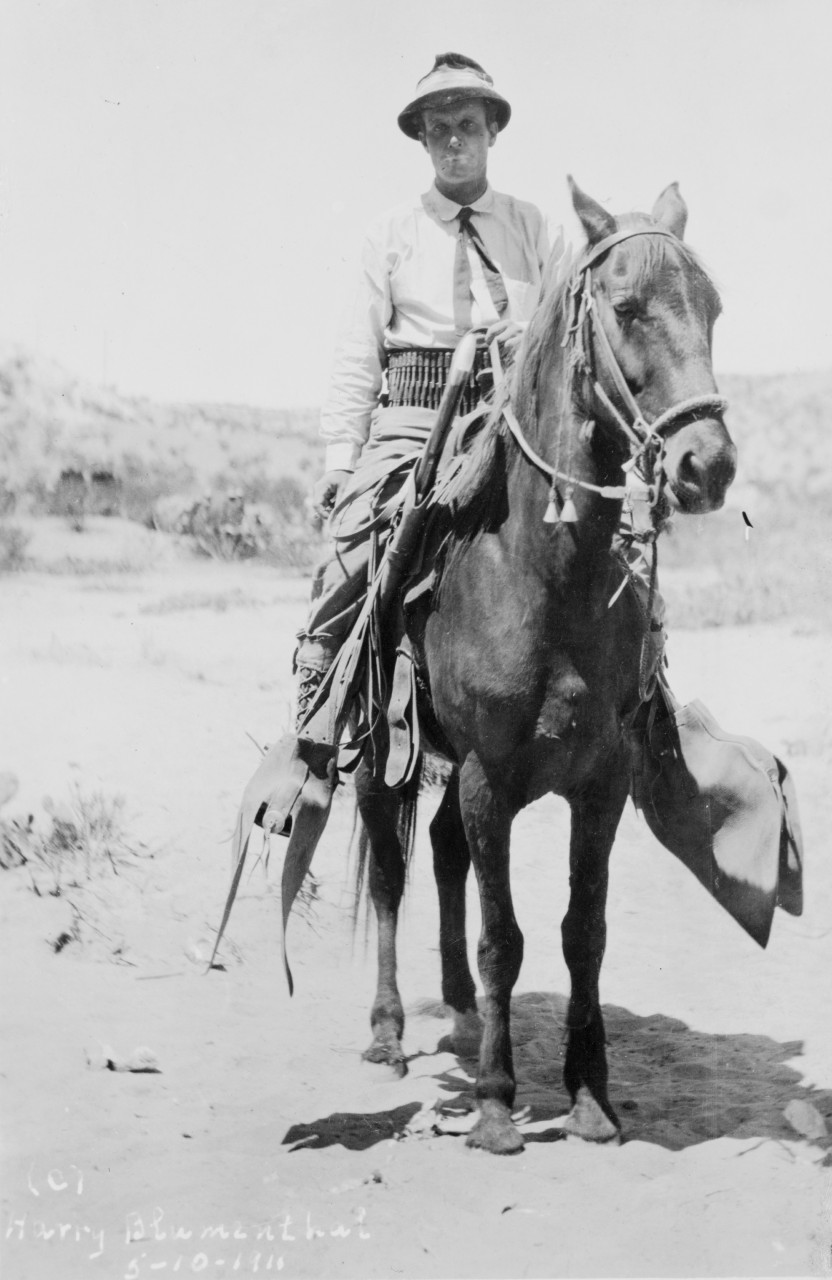
Пепино Гарибальди в Мексике в 1911 году

В 1912 году Пеппино снова отправился в Грецию, которая в то время участвовала в Первой Балканской войне: его отец Риччотти Гарибальди сформировал гарибальдийский корпус из 1200 итальянских и английских добровольцев, командование корпусом было поручено Пеппино. Итало-английские гарибальдийцы вместе с греческими гарибальдийцами под командованием Александроса Ромаса 26—28 ноября 1912 года приняли бой при Дрискосе в Эпире. В бою погибло 200 гарибальдийцев, среди них греческий поэт Лорендзос Мавилис.
В 1913—1914 годах проживал в США.
С началом Первой мировой войны организовал в Париже Гарибальдийский легион, в рядах которого вместе с молодыми легионерами воевали его соратники по Греции. В качестве 4-го полка Иностранного легиона французской армии гарибальдийцы участвовали в боях в Аргонском лесу, во время которых погибли два брата Пеппино — Бруно (26 декабря 1914 года) и Костанте (5 января 1915 года).

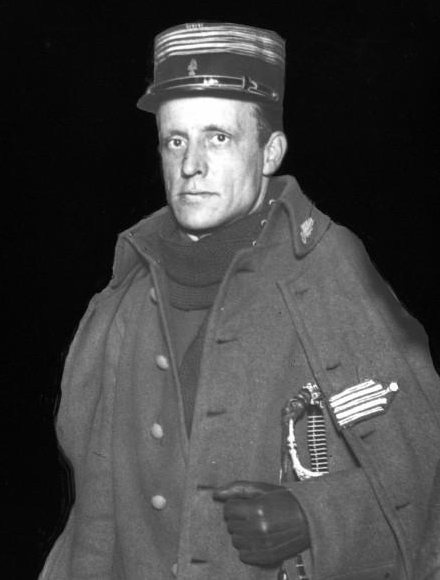
Пеппино Гарибальди в форме французского Иностранного легиона в 1915 году

После того как Италия вступила в войну на стороне Антанты, поступил на службу в итальянскую армию. В 1918 году, в составе 2-го армейского корпуса, был вновь направлен во Францию. Закончил войну в звании бригадного генерала. В июне 1919 года вышел в отставку.
Оставив военную карьеру, Гарибальди осуществлял коммерческую деятельность между США и Великобританией, но без особого успеха.
С 1922 года занимался политикой. Выступал против возрастающего влияния Муссолини и фашизма. Вместе с братом Санте возглавил неудавшееся выступление группы «Свободная Италия» 4 ноября 1924 года в Риме. В 1925 году эмигрировал во Францию.
Вместе с братьями Риччотти и Санте занимался организацией Гарибальдийского легиона, чтобы вторгнуться в Италию, с целью поднять восстание против Муссолини. Но вскоре Риччотти был завербован комиссаром итальянской полиции Франческо Ла Полла. Были спланированы ложное покушение на Муссолини и организация военных действий против Испании, с вовлечением ничего не подозревавшего лидера каталонских эмигрантов Франсеска Масии. Правительство Муссолини стремилось таким образом дискредитировать итальянскую политическую эмиграцию в глазах французского правительства, спровоцировав напряжённость отношений между Францией и Испанией. В ходе расследования французская полиция обнаружила, что Риччотти — тайный агент и провокатор. 4 и 5 ноября 1926 года Масия и Риччотти арестованы в Ницце. После этого Пеппино и Риччотти вынуждены были покинуть Францию.
Пеппино уехал в США. Вёл скромную частную жизнь в Нью-Йорке. Женился на американке Мадлен Николс.
С помощью сестры Джузеппины и брата Санте вернулся в Италию в 1940 году, чтобы встретиться с матерью (которая умрёт 9 ноября 1941 года). Брат Энцио пытался привлечь его к поддержке движения Gruppi d'Azione Nizzarda (G.A.N.), которое требовало «возвращения» Ниццы Италии. Но Пеппино отказался. В конце 1943 года арестован немцами и заключён в тюрьму Регина-Коэли. После Второй мировой войны вёл частную жизнь. Умер в Риме 19 мая 1950 года в возрасте 70 лет.

## Награды
- Офицер Савойского военного ордена (17 мая 1919 года)
- Крест «За боевые заслуги»
- Медаль «В память итало-австрийской войны 1915—1918», степень за 4 года кампании
- Итальянская медаль Победы
- Медаль «В память объединения Италии»